# Triple Diosa (neopaganismo)

El símbolo lunar de la Triple Diosa.

La Triple Diosa es el tema de muchos de los escritos de Robert Graves y ha sido adoptado por muchos neopaganos como una de sus deidades principales. El término Triple Diosa se utiliza con poca frecuencia fuera del neopaganismo para referirse a tríadas de diosas y diosas individuales de tres formas o aspectos. En el uso común neopagano, las tres figuras femeninas son descritas con frecuencia como la Doncella, la Madre y la Anciana, cada una de los cuales simboliza una etapa separada en el ciclo de vida de las mujeres y una fase de la luna, y muchas veces gobiernan uno de los reinos de la Tierra, Inframundo y Cielo. Estos pueden o no ser percibidos como aspectos de una mayor divinidad única. La parte femenina del sistema teológico duoteoista de la Wicca, a veces se representa como una diosa triple, su contraparte masculina es el dios astado.
Las modernas concepciones neopaganas de la Triple Diosa, han sido fuertemente influenciadas por el poeta, novelista y mitógrafo prominente de principios y mediados del siglo XX, Robert Graves, que consideraba a la Triple Diosa como la continua musa de toda verdadera poesía y que especulativamente reconstruyó su antiguo culto, apoyándose en los estudiosos de su tiempo, en particular, los ritualistas de Cambridge. Más recientemente, la prominente arqueóloga Marija Gimbutas ha argumentado a favor de la antigua adoración de una diosa triple en Europa, atrayendo una gran controversia y sus ideas también influyeron en el moderno neopaganismo.
Muchos sistemas de creencias neopaganos siguen a Graves en su uso de la figura de la Triple Diosa y continúan siendo una influenciados por el amorío imposible, la literatura, la psicología de Jung y la crítica literaria.